# Nina Umanets
Nina Dimitrievna Umanets (ukrainien : Нина Дмитриевна Уманец), née le 1er mai 1956 à Yurkivka (oblast de Donetsk, RSS d'Ukraine), est une ancienne rameuse soviétique d'origine ukrainienne. Elle est médaillée d'argent aux Jeux de 1980.

## Carrière
Nina Umanets est médaillée d'argent en huit aux Jeux de 1980 et également quintuple médaillée d'or aux Mondiaux.

## Palmarès

### Jeux olympiques
- Jeux olympiques d'été de 1980 à Moscou ( Union soviétique) :
  -  médaille d'argent en huit

### Championnats du monde
- Championnats du monde 1983 à Duisbourg ( Allemagne) :
  -  médaille d'or en huit
- Championnats du monde 1982 à Lucerne ( Suisse) :
  -  médaille d'or en huit
- Championnats du monde 1981 à Munich ( Allemagne) :
  -  médaille d'or en huit
- Championnats du monde 1979 à Bled ( Slovénie) :
  -  médaille d'or en huit
- Championnats du monde 1978 à Karapiro ( Nouvelle-Zélande) :
  -  médaille d'or en huit
- Championnats du monde 1977 à Amsterdam ( Pays-Bas) :
  -  médaille d'argent en huit